# 오해마세요
"오해마세요"는 한국에서 제작된 권영순 감독의 1957년 영화이다. 노능걸 등이 주연으로 출연하였고 정화세 등이 제작에 참여하였다.

## 출연

### 주연
- 노능걸
- 김유희
- 김승호
- 이민자

## 기타
- 조명: 이한찬
- 녹음: 최칠복
- 미술: 이봉선